# Pesnica
Pesnica (em alemão:   Pößnitzhofen) é um município da Eslovênia. A sede do município fica na localidade de mesmo nome.